# Loran Township
Die Loran Township ist eine von 18 Townships im Stephenson County im Nordwesten des US-amerikanischen Bundesstaates Illinois.

## Geografie
Die Loran Township liegt Nordwesten von Illinois, rund 30 km südlich der Grenze zu Wisconsin. Der Mississippi, der die Grenze zu Iowa bildet, befindet sich rund 45 km westlich.
Die Loran Township liegt auf 42°14′30″ nördlicher Breite und 89°48′18″ westlicher Länge und erstreckt sich über 90,64 km². 
Die Loran Township liegt im Südwesten des Stephenson County und grenzt innerhalb dessen im Westen an die Jefferson Township, im Norden an die Kent und die Erin Township, im Nordosten an die Harlem Township und im Osten an die Florence Township. Im Süden grenzt die Loran Township an das Carroll County.

## Verkehr
Durch die Township führt in Nord-Süd-Richtung die Illinois State Route 73. Alle weiteren Straßen sind County Roads und weiter untergeordnete und zum Teil unbefestigte Fahrwege.
Der nächstgelegene Flugplatz ist der rund 20 km östlich der Township gelegene Albertus Airport bei Freeport, dem Zentrum der gesamten Region.

## Bevölkerung
Bei der Volkszählung im Jahr 2010 hatte die Township 1442 Einwohner. Neben Streubesiedlung gibt es mit Pearl City nur eine selbstständige Gemeinde (mit dem Status „Village“).